# Hazowyk-Churtowyna Komarno
Hazowyk-Churtowyna Komarno (ukr. Футбольний клуб «Газовик-Хуртовина» Комарно, Futbolnyj Kłub "Hazowyk-Churtowyna" Komarno) – ukraiński klub piłkarski z siedzibą w Komarnie. 

## Historia
Chronologia nazw:
- 1925—1939: Churtowyna Komarno (ukr. «Хуртовина» Комарно)
- 194?—2001: Hazowyk Komarno (ukr. «Газовик» Комарно)
- 22.07.2004—...: Hazowyk-Churtowyna Komarno (ukr. «Газовик-Хуртовина» Комарно)

Drużyna piłkarska Churtowyna została założona w mieście Komarno 1925. Występowała do 1939 w mistrzostwach Polski.
Po zakończeniu II wojny światowej klub został odrodzony jako Hazowyk i do 1992 zespół występował w amatorskich rozgrywkach mistrzostw obwodu lwowskiego. 
W pierwszych że Mistrzostwach Ukrainy klub występował w Przejściowej Lidze, gdzie zajął drugie miejsce i awansował do rozgrywek w Drugiej Lidze. Po sezonie 2000/01 klub przeniósł się do Stryju, gdzie połączył się z miejscową drużyną Hazowydobuwnyk-Skała Stryj. Nowo utworzony klub Hazowyk-Skała Stryj kontynuował występy w Drugiej Lidze. 
22 lipca 2004 w Komarno powstała nowa drużyna Hazowyk-Churtowyna, która dalej występuje w rozgrywkach amatorskich obwodu lwowskiego.

## Sukcesy
- 4. miejsce w Drugiej Lidze: (1x)

1998/1999

## Inne
- Hazowyk-Skała Stryj